# Чаїр (стадіон)
Стадіон Чаїр мак. Стадион Чаир — багатофункціональний стадіон у місті Скоп'є (в однойменному мікрорайоні), Північна Македонія. Використовується для проведення домашніх матчів ФК «Шкупі», раніше на стадіоні виступав ФК «Слога Югомагнат». Вміщує 6000 глядачів, у тому числі має 2800 сидячих місць.